# Olli Juolevi
Olli Juolevi (né le 5 mai 1998 à Helsinki en Finlande) est un joueur finlandais de hockey sur glace. Il évolue au poste de défenseur.

## Biographie
Après avoir joué pour l'équipe de jeunes du Jokerit Helsinki, il est choisi au 45e rang par les Knights de London, équipe de la Ligue de hockey de l'Ontario, lors de la sélection européenne de la Ligue canadienne de hockey de 2015. La même année, il rejoint les Knights et aide l'équipe à gagner la Coupe J.-Ross-Robertson en tant que champions de la LHO. Il remporte également la Coupe Memorial avec l'équipe. À la suite de cette saison, il est repêché au 5e rang par les Canucks de Vancouver lors du repêchage d'entrée dans la LNH 2016. 
Le 10 octobre 2021, il est échangé aux Panthers de la Floride en retour de Juho Lammikko et Noah Juulsen.
Au niveau international, il représente la Finlande. Il a gagné la médaille d'or à l'occasion du championnat du monde junior 2016. Il joue son premier match comme senior le 28 avril 2018, face à la République tchèque, lors du Euro Hockey Tour.

## Statistiques

### En club
| Saison    | Équipe                 | Ligue          |    | Saison régulière | Saison régulière | Saison régulière | Saison régulière | Saison régulière |   | Séries éliminatoires | Séries éliminatoires | Séries éliminatoires | Séries éliminatoires | Séries éliminatoires |
| Saison    | Équipe                 | Ligue          | PJ | B                | A                | Pts              | Pun              | PJ               | B | A                    | Pts                  | Pun                  |                      |                      |
| 2013-2014 | Jokerit Helsinki U20   | Jr. A SM-liiga | 11 | 1                | 3                | 4                | 6                | -                | - | -                    | -                    | -                    |                      |                      |
| 2014-2015 | Jokerit Helsinki U20   | Jr. A SM-liiga | 44 | 6                | 26               | 32               | 28               | 5                | 1 | 2                    | 3                    | 2                    |                      |                      |
| 2015-2016 | Knights de London      | LHO            | 57 | 9                | 33               | 42               | 16               | 18               | 3 | 11                   | 14                   | 4                    |                      |                      |
| 2016      | Knights de London      | C. Memorial    | 4  | 0                | 7                | 7                | 4                | -                | - | -                    | -                    | -                    |                      |                      |
| 2016-2017 | Knights de London      | LHO            | 58 | 10               | 32               | 42               | 36               | 14               | 3 | 5                    | 8                    | 8                    |                      |                      |
| 2017-2018 | TPS Turku              | Liiga          | 38 | 7                | 12               | 19               | 14               | 11               | 2 | 5                    | 7                    | 0                    |                      |                      |
| 2018-2019 | Comets d'Utica         | LAH            | 18 | 1                | 12               | 13               | 2                | -                | - | -                    | -                    | -                    |                      |                      |
| 2019-2020 | Comets d'Utica         | LAH            | 45 | 2                | 23               | 25               | 24               | -                | - | -                    | -                    | -                    |                      |                      |
| 2019-2020 | Canucks de Vancouver   | LNH            | -  | -                | -                | -                | -                | 1                | 0 | 0                    | 0                    | 0                    |                      |                      |
| 2020-2021 | Canucks de Vancouver   | LNH            | 23 | 2                | 1                | 3                | 0                | -                | - | -                    | -                    | -                    |                      |                      |
| 2021-2022 | Panthers de la Floride | LNH            | 10 | 0                | 0                | 0                | 0                | -                | - | -                    | -                    | -                    |                      |                      |
| 2021-2022 | Checkers de Charlotte  | LAH            | 3  | 0                | 1                | 1                | 2                | -                | - | -                    | -                    | -                    |                      |                      |
| 2021-2022 | Red Wings de Détroit   | LNH            | 8  | 0                | 0                | 0                | 4                | -                | - | -                    | -                    | -                    |                      |                      |
| 2022-2023 | Gulls de San Diego     | LAH            | 38 | 1                | 13               | 14               | 22               | -                | - | -                    | -                    | -                    |                      |                      |

### En équipe nationale
| Année | Équipe       | Compétition                 |   | PJ | B | A | Pts | Pun           |  | Résultat |
| 2016  | Finlande U20 | Championnat du monde junior | 7 | 0  | 9 | 9 | 4   | Médaille d'or |  |          |
| 2017  | Finlande U20 | Championnat du monde junior | 6 | 0  | 2 | 2 | 0   | 9e place      |  |          |
| 2018  | Finlande U20 | Championnat du monde junior | 5 | 1  | 3 | 4 | 0   | 6e place      |  |          |

## Trophées et honneurs personnels
- 2015-2016 :
  - champion de la Coupe J.-Ross-Robertson avec les Knights de London.
  - nommé dans la deuxième équipe d'étoiles des recrues de la LHO.
  - nommé dans la troisième équipe d'étoiles de la LHO.
  - champion de la Coupe Memorial avec les Knights de London.
  - nommé dans l'équipe d'étoiles du tournoi de la Coupe Memorial.